# Notomochtherus brevicauda
Notomochtherus brevicauda är en tvåvingeart som beskrevs av Jason Gilbert Hayden Londt 2002. Notomochtherus brevicauda ingår i släktet Notomochtherus och familjen rovflugor. Inga underarter finns listade i Catalogue of Life.